# Nikolái Gógol en los sellos postales

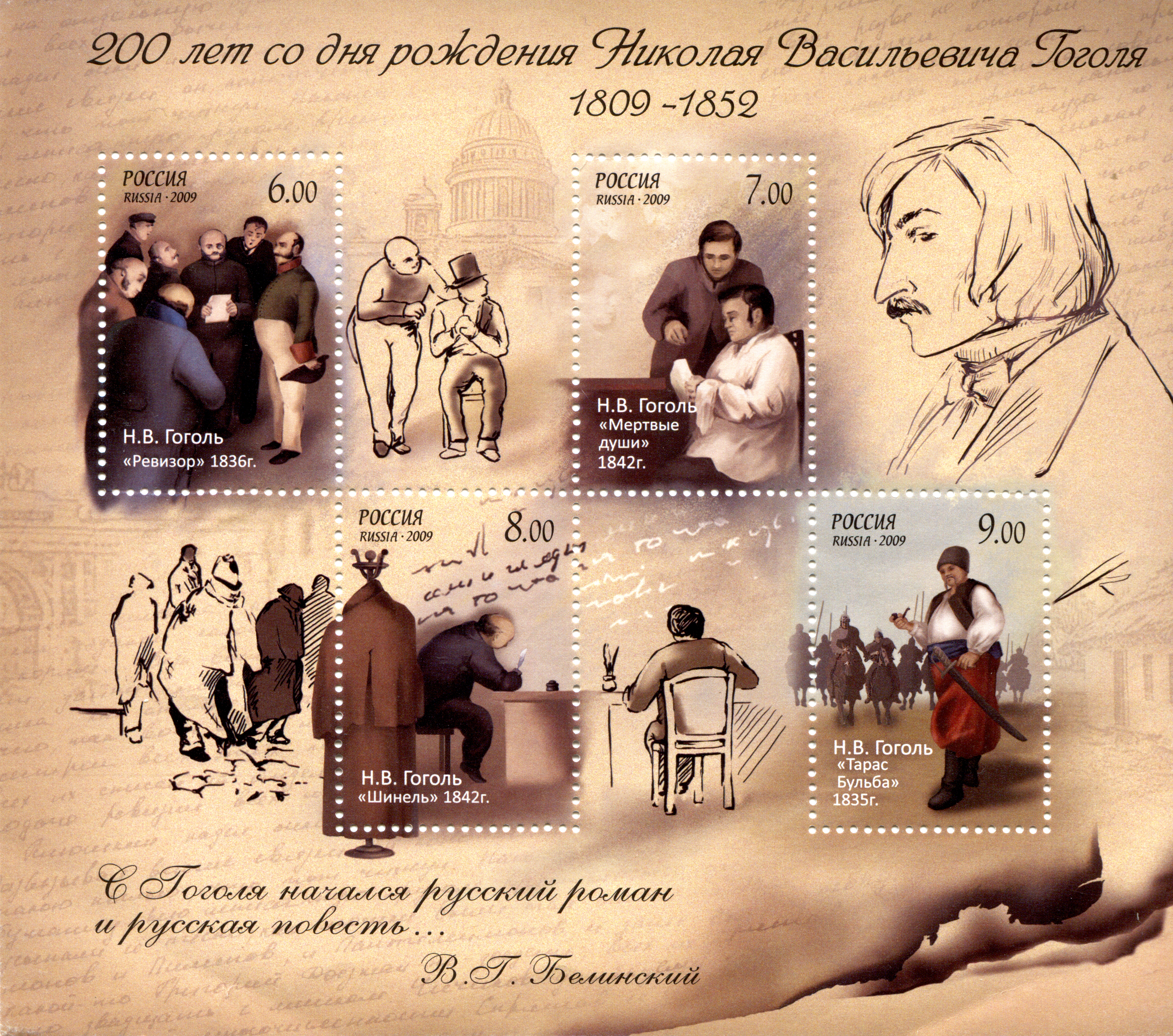
Obras de Gógol: El Inspector, Almas Muertas, El Capote y Tarás Bulba (sobre el mundo de los cosacos). Hoja bloque de Rusia, 2009.

Nikolái Gógol en los sellos postales es una temática del coleccionismo filatélico, relacionado con el escritor ruso Nikolái Vasílievich Gógol (1809-1852). Incluye los materiales filatélicos de la Unión Soviética, Rusia, Ucrania y otras naciones que recuerdan a Gógol.
La primera serie de tres estampillas (Catálogo de la FAC #1674-1676), a la memoria de Nikolái Gógol, fue emitida en la URSS en 1952 conmemorativo del centenario de la muerte del escritor. En la primera estampilla con el retrato de Gógol por Fiódor Moller en un cuadro de la ilustración de Tarás Bulba. En el segundo en la figura de B. Lébedev, donde muestra a Gógol y Visarión Belinski. En la tercera estampilla Gógol con los paisanos, escuchando atentamente a un cantante - “lírnik”.
En la URSS había en 1959 una serie de siete sellos “Escritores en su patria”, una de las hojas bloque (Catálogo de la FAC #2293) dedicada al 150.º aniversario del nacimiento N. V. Gógol. En la estampilla de su retrato (en la obra de F. Moller) e ilustración de la comedia El Inspector.

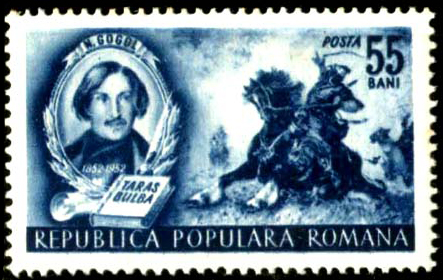
Centenario de la muerte de N. Gógol. Sello rumano, 1952
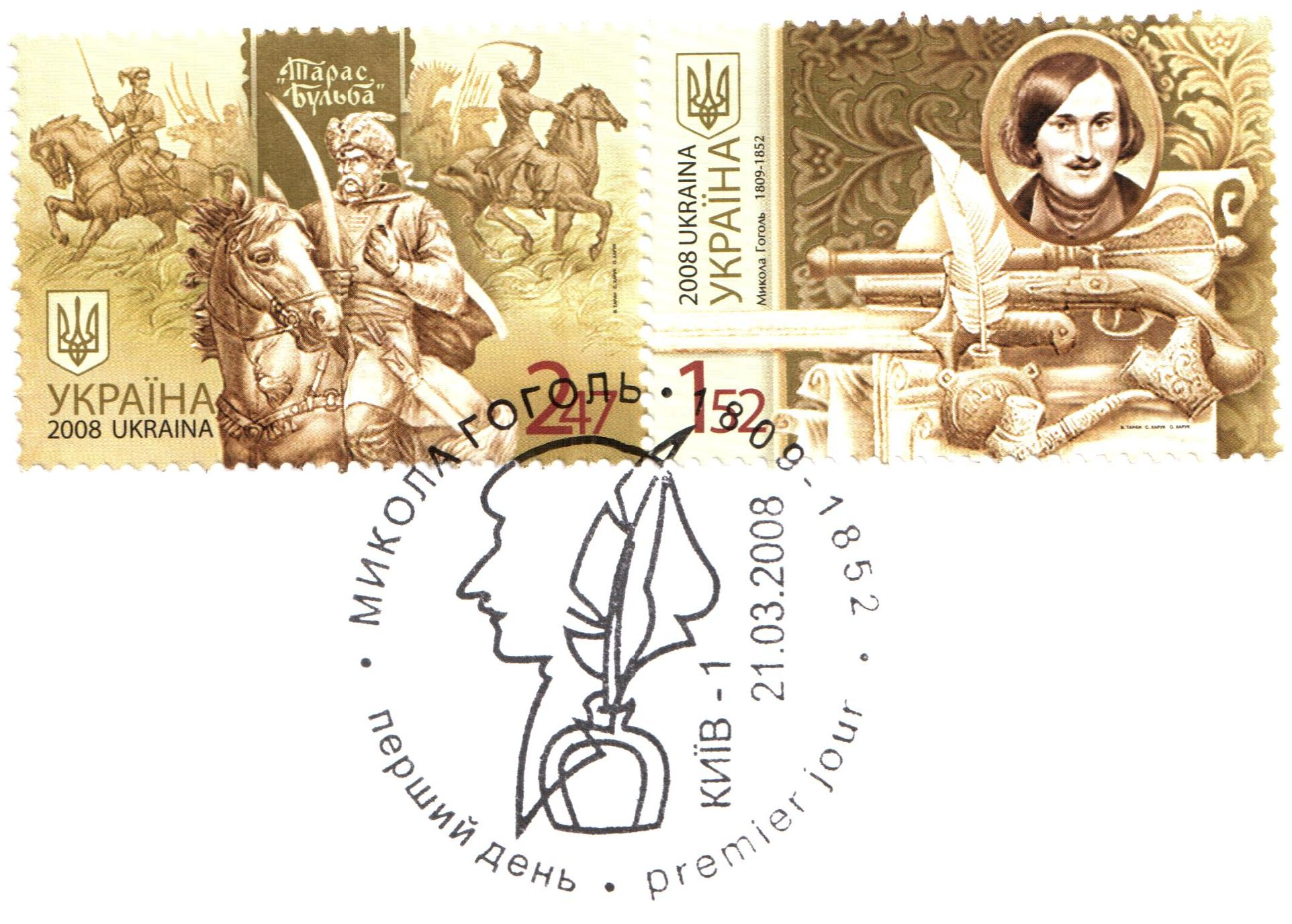
Sobre Primer Día de Ucrania, 2008 (detalle)
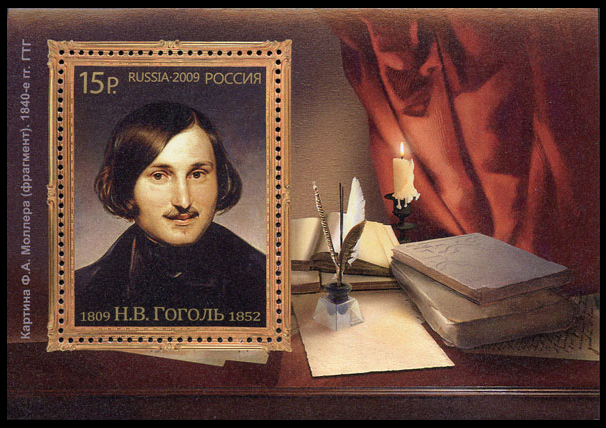
Bicentenario del nacimiento del escritor. Rusia, hoja bloque, 2009